# Betterman
«Беттермен» (яп. ベターマン Бэта:ман) — аниме-сериал в жанре меха и психологических ужасов, созданный на студии Sunrise в 1999 году. Тогда же в журнале Dengeki Daioh издавалась одноимённая манга. Входит во франшизу Brave и является спин-оффом The King of Braves GaoGaiGar. С 2016 года Sunrise запустила ранобэ и с 2018 года мангу-кроссовер King of Destruction: GaoGaiGar vs Betterman. В 2021 году The King of Kings: GaoGaiGar VS Betterman участвовал в юбилейном выпуске Super Robot Wars 30.

## Сюжет
В 2006 году люди на Земле подвергаются воздействию опасного вируса «Элджернона», затрагивающего процесс эволюции человека, вызывая мутации головного мозга с изменениями в центральной нервной системе. Те, кто поражён неизвестной заразой, приходят в ярость, становятся враждебными и склонными к самоубийству. Научно-исследовательская группа Akamatsu Industries, призванная противодействовать «Элджернону», во главе с доктором Мияко Асами руководит секретным подразделением нейроноидов, роботов в виде больших двухместных скафандров для работы в экстремальных условиях. Интерес учёных и пилотов вызывает таинственная сущность, известная как Беттермен. Школьник Кэйта Аоно после встречи с Хиноки Саи попадает в круговорот событий, где научные загадки, мистика и откровения приводят к драматичной развязке.

## Роли озвучивали
| Актёр           | Роль                      |
| --------------- | ------------------------- |
| Каппэй Ямагути  | Кэйта Аоно                |
| Кёко Хиками     | Хиноки Саи                |
| Такэхито Коясу  | Беттермен (Ламия), Ямадзи |
| Хоко Кувасима   | Мияко Асами, Чанди        |
| Тяфурин         | Сигэру Акамацу            |
| Дзюнко Ивао     | Сакура Акамацу            |
| Синъитиро Мики  | Сё Янаги                  |
| Юко Минагути    | Каэдэ Курэнай             |
| Томоко Каваками | Рицуко Футю, Сими         |
| Кадзуки Яо      | Бодайдзю                  |
| Юсаку Яра       | Якусуги                   |
| Осаму Итикава   | Умэдзаки                  |
| Мугихито        | Мугито Мамон              |

## Музыка
Саундтрек к сериалу за авторством Кохэя Танаки был выпущен Victor Entertainment в двух частях в 1999 году.
Начальная композиция:
1. «Yume no Kakera», в исполнении Wuyuntana[12] (Вуюнтана, в японском — Уёнтана, она родом из Внутренней Монголии)

Завершающая композиция:
1. «Chin-requiem-», в исполнении ※-mai- (Ёситомо Ёнэтани)
2. «Dou-revelation-», в исполнении ※-mai- (26 серия)

На дисках также звучат монгольские народные песни от Wuyuntana, а также «Utai-uta-» и «Hanashi-noise-», которые спела Дзюнко Ивао.

## Производство и выпуск

Японский DVD с Мияко Асами

Ёситомо Ёнэтани рассказал, что до GaoGaiGar обсуждал проект с Рёсукэ Такахаси. Но реализовать планы тогда не удалось. В 1998 году продюсер Синъитиро Кобаяси  был настроен на создание сериала в духе «Евангелиона» и Gasaraki. Для финансирования производства была выбрана Victor Entertainment. Режиссёр в детстве смотрел Ультрамена и Годзиллу и задумал Betterman как ужасы с монстрами в современном стиле с научными размышлениями о природе человека. Некоторые зрители были напуганы и говорили, что не могли уснуть из-за трансляции этого страшного аниме, поэтому они отказывались больше его смотреть. Если GaoGaiGar — свет, то теперь наступила тьма. Позже такой контраст воплотился в Argento Soma и Witch Hunter Robin. Хиноки привлекательная, близкая к цундэрэ, Сакура сдержанная, похожая на лоли. Аниматор Такахиро Кимура, с которым Ёнэтани знаком много лет, работал на высоком уровне, и ему нравилась музыка Акиры Ифукубэ. Музыкальный продюсер Сиро Сасаки предложил, чтобы режиссёр сам спел завершающую композицию. Кохэй Танака, присутствовавший на мероприятии, сдал материал и удивился. Конец 1990-х — начало 2000-х годов были временем творческой свободы. Даже после того, как сериал закончился, создатель планировал продолжение.
Betterman впервые вышел в Японии на 13 VHS, LaserDisc и DVD в 1999—2000 годах от Victor Entertainment, по две серии на диск. Формат — 1,33:1 (4:3), звук — Dolby Digital 2.0. На обложках были изображены основные персонажи, например, Мияко Асами на втором DVD. В 2005 году появилось переиздание.
В США Bandai Entertainment издала 6 DVD в 2002—2003 годах. Каждая часть имела своё название: «Пробуждение», «Метаморфозы», «Зёрна смерти», «Нечеловеческая природа», «Отчаяние», «Завершение». В 2004 году появилась Complete Collection. Серии именовались со слова «Ночь». Видео представлено в широкоэкранном формате 1,85:1. Betterman, безусловно, многим обязан «Евангелиону», хотя ему удаётся выделиться более мрачной атмосферой и тайной. Сам по себе такой стиль уже не был современным. Передача довольно тёмная и кажется немного блёклой, хотя это сделано намеренно. Картинка не самая чёткая, цвета хорошо выглядят, но им не хватает яркости. Японская звуковая дорожка звучит лучше английской, особых проблем нет, кроме той, что в последнем случае актёры ведут себя как в типичном научно-фантастическом фильме 1960-х годов. Доступны субтитры. Музыка идёт с мрачным саундтреком. Дополнительные материалы включали опенинг и эндинг, галерею изображений, страницы Mode Warp File, трейлеры других релизов Bandai. Обложка двухсторонняя, внутри корпуса присутствовали вкладыши с описанием проекта и карточки с персонажами.
В 2019 году к 20-летию Betterman Victor Entertainment презентовала 4 Blu-ray и 2 CD ограниченным тиражом. 45 место в чарте Oricon. Оформление делали Такахиро Кимура и Масахиро Яманэ. Издатель отметил, что в связи с состоянием оригинала некоторые части могут быть неприятными для просмотра. Дополнительные материалы включали комментарии к 5 сериям, интервью с Ёситомо Ёнэтани и актёрами озвучивания, опенинг и эндинг без титров, трейлеры, а на двух компакт-дисках присутствовали аудиодрама King of Destruction: GaoGaiGar vs Betterman и песни группы ※-mai-. К ним прилагались буклет на 196 страницах (эскизы персонажей, обложки DVD, иллюстрации из аниме-журналов, постер, различные черновики и прочее) и 308-страничный путеводитель. Анонса о западном релизе не было.
В интервью журналу Newtype режиссёр признался, что не хотел участвовать в выпуске, потому что работа над Blu-ray GaoGaiGar и Brigadoon: Marin & Melan была сложной, его стошнило, и хотелось сбежать от этого ада. Однако все сотрудники серьёзно отнеслись к делу. Цель состояла в улучшении, а не модификации. Тёмные объекты на современном ЖК-экране вышли намного чётче, чем на ЭЛТ. Цвета скорректированы, чтобы быть ближе к исходным, которые не могли раскрыться 20 лет назад на 16-мм киноплёнке. Потом началось устранение дефектов. Betterman снят в соотношении 16:9, хотя на телеэкраны вышел в 4:3. Чёрные рамки по краям естественны. Много внимания уделено настройке качества изображения, чтобы сохранить присутствие аналоговой анимации. Из-за цифрового композитинга возникла та же ситуация, что и с аниме Kare Kano — для полноценного ремастеринга необходимы все исходные материалы.

## Отзывы и критика
Клементс и Маккарти в энциклопедии написали, что в лучших традициях Gundam, Sunrise выпустила сериал по своему сюжетному шаблону и снова перечеркнула его после «Евангелиона». Доказательство, если такое когда-либо и необходимо, то не через два года после того, как уже что-то было сделано в аниме-бизнесе и никто не заметит. Но заявлять, что Betterman — просто копия «Евангелиона» не очень справедливо — выпуск появился после GaoGaiGar. Очевидной связью с «Евой» выступает Хиноки: продюсеры использовали «особенную девушку», как Рей Аянами в Gainax. История не получила бы зелёный свет, если бы не преуспел «Евангелион». С другой стороны, сериал превосходит интригой Dual! Parallel Trouble Adventure и De:vadasy.
Anime Jump! поставил максимальную оценку — четыре звезды. Betterman рекламировался Bandai как сериал в жанре ужасов. «Ди: Охотник на вампиров» и Psycho Diver были триллерами о сверхъестественном, но они мало пугали.  В этом плане их опережали менее ориентированные на ужасы, но более жуткие «Эксперименты Лэйн» и Perfect Blue. Немногие выпуски могут по-настоящему заставить бояться. Betterman определённо преуспевает, хотя начинается вроде как комедия, во многом из-за весёлого и приветливого Кэйты Аоно. Нейроноид уникален по ряду причин, главная заключается в том, что для работы требуются два пилота (то же самое наблюдалось в посредственной OVA De:vadasy).  В первых пяти сериях об Элджерноне почти ничего не говорится, кроме того факта, что он опасен и хочет уничтожить человечество. Зато известно о девушке-экстрасенсе Сакуре, а также о призрачном благодетеле Ламии, которого, ввиду необычных и чрезвычайно мощных способностей изменять форму, группа называет «Беттермен». Третья серия в основном является аниме-версией Nightmare at 20,000 Feet из «Сумеречной зоны»: Кэйта и друзья на самолёте вынуждены отбиваться от злобной толпы безликих манекенов, в то время как голова в капюшоне снова повторяет им по связи: «Умрите...». Такие моменты исключительны, они придают безумное, почти лавкрафтовское чувство. Сериал сделан той же командой, что и GaoGaiGar, интересный, но мало известный американским фанатам, не говоря об анимации хентайных игр Viper. Персонажи красочны и выделяются на фоне простого, утилитарного меха-дизайна, созданного мастером Кунио Окаварой, определявшего внешний вид роботов ещё в 1970-х годах (Mobile Suit Gundam). Betterman выпущен в широкоэкранном режиме, и качество анимации в целом хорошее. Музыка уместна, особенно вступительная тема. В итоге получился оригинальный, захватывающий, атмосферный и странный сериал.
По мнению обозревателей Anime News Network, если бы существовал список из 10 смертных грехов аниме, Betterman, вероятно, нарушил их все. Это говорит о том, что там есть нечто заманчивое, которое заставит самых требовательных зрителей посмотреть сериал. Как только они научатся обходить клише и пробелы в сюжете, история становится очень привлекательной. Главная причина — тайна, элементарный приём. Betterman, один из первых аниме-сериалов, представленных в широкоэкранном формате, имел скромный успех в Японии. Немногое дошло до США и так бы и оставалось неизвестным, пока Bandai не выпустил DVD, и началась трансляция в программном блоке Anime Unleashed на TechTV. Однако ни одной из этих мер было недостаточно, чтобы увеличить популярность. Сериал настолько странный, что удивительно, как вообще он где-то прижился. Грань между загадочностью и путаницей пересекали некоторые другие работы в жанре меха, такие как Gasaraki, разбивавший целое на мелкие части. В результате получается непонятный выпуск, где никто не знает, что происходит. Нужно гораздо больше объяснять. На первый взгляд, Betterman предстаёт как анимация, созданная в 1995 году: тёмная, без яркой цветовой палитры, размытая и зернистая, но плавная, с высокой частотой кадров, как того хотел режиссёр.
Сериал не так прост, потому что обманывает зрителей внешними атрибутами меха-сёнэна и почти «евангелионовским» началом: есть большие шагающие роботы, построенные частной корпорацией, управлять этим могут только два школьника (мальчик и девочка), им предстоит бороться с некими «злыми» существами. Но Betterman не сёнэн и даже не меха. Кошмар расставляет всё по местам: «пара насмерть перепуганных детей в шагающей консервной банке — всего лишь лёгкая закуска для существ, созданных более древним и опытным конструктором, чем прогрессивное человечество». Естественный отбор люди проиграли ещё в первом раунде. Кэйта и Хиноки находятся в «незавидной роли мыши, случайно оказавшейся в эпицентре схватки тигра с драконом». Betterman — очень мрачный, местами жуткий сериал, где не принято никого щадить, смерть рядом, любой персонаж может внезапно погибнуть. Хотя нет кровавого насилия, есть много биологии, но не из детских популярных учебников, а рационально-безжалостной, что рассматривает любое живое существо, включая человека, «как мешок с кальцием и протеином». Особо впечатлительным людям во время просмотра нужно быть острожными. В данном аниме всё логично. Изображение вполне соответствует работе Sunrise 1999 года. Меха выглядят неуклюже и больше напоминают реальные образцы действующей техники, чем нефункциональные аналоги из других выпусков. Музыка подходящая: медленный опенинг (видеорядом является подводная съёмка) и быстрый и жёсткий j-rock эндинг. К японскому озвучиванию претензий нет. Вышел довольно необычный и странный, непопулярный сериал. Betterman немного похож структурой (в том числе дизайном монстров) на Heroic Age, который отличается мягкостью. Ясно только одно — сериал понравится не всем.
THEM Anime поставил 3 звезды из 5 и обратил внимание на то, что в сериале есть многое: большие меха, боязливые подростки, обладающие необычными способностями к пилотированию, подруга детства, втягивающая в сеть интриг, трансформация сверхсущества, чрезмерная техноболтовня, глупые названия атак, вставка расплывчатых мифологических и религиозных ссылок. Betterman прилагает значительные усилия, чтобы включить многочисленные аниме-штампы, вне зависимости от того, важны они для сюжета или нет. Всё могло быть намного лучше, половину этого легко удалить, не испортив остальное. Меха кажется совершенно ненужным (там находятся два человека, но только один имеет основное управление), как и подробное научное объяснение, которое типичная милая женщина-учёный даёт каждый раз, когда Беттермен осуществляет новую суператаку. Сюжет разворачивается в запутанном темпе, каждая серия представляет больше вопросов, чем ответов. После второй половины аниме герои немного выясняют об «Элджерноне», что серьёзно меняет взгляд на то, против чего они действуют, вызывая раздражение. Ключевые персонажи тоже не особо вдохновляют: Кэйта — гик, помешанный на оружии, Хиноки — его напарница с необычным дизайном, достаточно времени проводит в депрессии и говорит о том, какой никчёмной себя чувствует, что делает её менее симпатичной. Сакура — одна из лучших экстрасенсов и эмпатов. Многие второстепенные персонажи на самом деле кажутся более интересными и обычно гораздо лучше проработаны, что компенсирует слабые стороны. По общему мнению, главные герои начинают развиваться по мере продолжения сериала, но всем, кто хочет ошеломляющего становления, следует поискать в другом месте.
Боевые сцены в целом приличные, но ничего зрелищного. Анимация не на высшем уровне, и на выходе получаются несколько повторно используемых кадров и скоростных полос. Аниме не было высокобюджетным. Учитывая отрицательные моменты, одни зрители удивятся, другие не станут смотреть до конца, потому что центральный аспект — неподдельная тайна и ужас. Довольно эффективной является атмосфера Беттермена. Стилистические решения помогли усилить напряжение и тревогу, от приглушённых цветов до выбора, совершаемого «безликими» взрослыми. Музыка не слишком впечатляет, хотя помогает держать настроение. Опенинг — безмятежная тихая мелодия, которая противоречит страху неизвестности, в то время как эндинг — полная противоположность с резким мужским вокалом. Последнему стоит отдать должное, даже в дуэльных песнях Утэны не упоминались теломеры. Ввиду насилия, суицидов и убийств присвоен рейтинг PG-13. Несмотря на все клише, Betterman нельзя назвать предсказуемым с точки зрения сюжета. К просмотру также рекомендуется Boogiepop Phantom.